# テーサバーンナコーン・ウボンラーチャターニー
テーサバーンナコーン・ウボンラーチャターニーないしウボンラーチャターニー自治体はタイ王国東北部・ウボンラーチャターニー県ムアンウボンラーチャターニー郡にある自治体（テーサバーンナコーン）である。ムアンウボンラーチャターニー郡のタムボン・ナイムアンからなる。

## 歴史
1935年3月5日、衛生区（スカーピバーン）の1.65km2の市街地がムアン自治体に昇格した。その後、テーサバーンに指定された市街地は拡大し、1937年3月7日には5.30km2に拡大、1981年12月24日には29.04km2に拡大した。1999年3月8日ナコーン自治体に昇格した。